# The Black Rider (album)
The Black Rider je studiové album amerického hudebníka Toma Waitse, vydané v září 1993 u vydavatelství Island Records. Jde o soundtrack ke stejnojmenné divadelní hře Roberta Wilsona. Waits s Wilsonem spolupracoval i v pozdějších letech, kdy složil hudbu k jeho hrám Alice (1992) a Woyzeck (2000).

## Seznam skladeb
| Pořadí | Název                   | Autor                           | Délka |
| ------ | ----------------------- | ------------------------------- | ----- |
| 1.     | Lucky Day (Overture)    | Tom Waits                       | 2:27  |
| 2.     | The Black Rider         | Waits                           | 3:21  |
| 3.     | November                | Waits                           | 2:53  |
| 4.     | Just the Right Bullets  | Waits                           | 3:35  |
| 5.     | Black Box Theme         | Waits                           | 2:42  |
| 6.     | 'T' Ain't No Sin        | Walter Donaldson, Edgar Leslie  | 2:25  |
| 7.     | Flash Pan Hunter/Intro  | Waits                           | 1:10  |
| 8.     | That's the Way          | Waits (hudba), Burroughs (text) | 1:07  |
| 9.     | The Briar and the Rose  | Waits                           | 3:50  |
| 10.    | Russian Dance           | Waits                           | 3:12  |
| 11.    | Gospel Train/Orchestra  | Waits                           | 2:33  |
| 12.    | I'll Shoot the Moon     | Waits                           | 3:51  |
| 13.    | Flash Pan Hunter        | Waits (hudba), Burroughs (text) | 3:10  |
| 14.    | Crossroads              | Waits (hudba), Burroughs (text) | 2:43  |
| 15.    | Gospel Train            | Waits                           | 4:43  |
| 16.    | Interlude               | Greg Cohen                      | 0:18  |
| 17.    | Oily Night              | Waits                           | 4:23  |
| 18.    | Lucky Day               | Waits                           | 3:42  |
| 19.    | The Last Rose of Summer | Waits                           | 2:07  |
| 20.    | Carnival                | Waits                           | 1:15  |

## Obsazení
- Tom Waits – zpěv, calliope, varhany, klavír, banjo, chamberlin, marimba, perkuse, klávesy, kytara
- Ralph Carney – saxofon, basklarinet
- Bill Douglas – basa
- Kenny Wollesen – perkuse, marimba
- Matt Brubeck – violoncello
- Joe Gore – banjo, kytara
- Nick Phelps – francouzský roh
- Kevin Porter – pozoun
- Greg Cohen – basa, perkuse, banjo, viola, akordeon, basklarinet, klávesy
- Larry Rhodes – fagot
- Francis Thumm – varhany
- William S. Burroughs – hlas
- Henning Stoll – fagot, kontrafagot, viola
- Stefan Schäfer – basa
- Volker Hemken – klarinet
- Hans-Jorn Braudenberg – varhany
- Linda Deluca – viola
- Gerd Bessler – viola
- Christoph Moinian – francouzský roh